# Mangas Mountain Lookout Complex
Le Mangas Mountain Lookout Complex est un ensemble architectural américain comprenant une tour de guet du comté de Catron, au Nouveau-Mexique. Construit en 1934, cet ensemble est protégé au sein de la forêt nationale de Gila et est inscrit au Registre national des lieux historiques depuis le 28 janvier 1988. Haute d'environ 9 mètres, la tour est couronnée par une cabine d'environ 4,3 mètres par 4,3 mètres.